# Campionati del mondo di winter triathlon del 2008
I Campionati del mondo di winter triathlon del 2008 (XII edizione) si sono tenuti a Freudenstadt in Germania, in data 22 febbraio 2008.
Tra gli uomini ha vinto il norvegese Arne Post. Tra le donne ha trionfato la tedesca Sigrid Mutscheller..
La gara junior ha visto trionfare il francese Rudy Molard e la norvegese Anita Dalen.
Il titolo di Campione del mondo di winter triathlon della categoria under 23 è andato all'italiano Peter Viana. Tra le donne si è aggiudicata il titolo di Campionessa del mondo di winter triathlon della categoria under 23 la norvegese Marthe K Myhre.
La squadra austriaca ha vinto la staffetta élite maschile e la staffetta junior maschile. Alla squadra tedesca è andata la staffetta élite femminile.

## Risultati

### Élite uomini
| Pos. | Atleta                | Paese       | Corsa    | Bici     | Sci      | Totale   |
| ---- | --------------------- | ----------- | -------- | -------- | -------- | -------- |
|      | Arne Post             | Norvegia    | 00:24:58 | 00:36:24 | 00:36:08 | 01:37:30 |
|      | Nicolas Lebrun        | Francia     | 00:24:57 | 00:36:21 | 00:37:58 | 01:39:16 |
|      | Andreas Svanebo       | Svezia      | 00:25:24 | 00:37:08 | 00:37:07 | 01:39:39 |
| 4    | Heinz Planitzer       | Austria     | 00:24:55 | 00:36:11 | 00:39:03 | 01:40:09 |
| 5    | Alessandro De Gasperi | Italia      | 00:25:47 | 00:36:41 | 00:38:16 | 01:40:44 |
| 6    | Werner Uran           | Austria     | 00:25:46 | 00:36:34 | 00:38:54 | 01:41:14 |
| 7    | Falk Göpfert          | Germania    | 00:26:46 | 00:37:48 | 00:36:54 | 01:41:28 |
| 8    | Florian Holzinger     | Germania    | 00:24:37 | 00:35:42 | 00:41:23 | 01:41:42 |
| 9    | Victor Lobo           | Spagna      | 00:24:55 | 00:36:34 | 00:40:35 | 01:42:04 |
| 10   | Silvio Wieltschnig    | Austria     | 00:25:22 | 00:37:05 | 00:39:47 | 01:42:14 |
| 11   | Tomas Jurkovic        | Slovacchia  | 00:26:02 | 00:36:19 | 00:40:00 | 01:42:21 |
| 12   | Pavel Jindra          | Rep. Ceca   | 00:26:00 | 00:36:22 | 00:41:19 | 01:43:41 |
| 13   | Anton Steiner         | Italia      | 00:26:23 | 00:37:43 | 00:39:40 | 01:43:46 |
| 14   | Dirk Debertin         | Germania    | 00:25:52 | 00:37:52 | 00:40:28 | 01:44:12 |
| 15   | Daniel Antonioli      | Italia      | 00:24:59 | 00:36:58 | 00:42:38 | 01:44:35 |
| 16   | Stefan Frank          | Germania    | 00:26:47 | 00:37:20 | 00:40:37 | 01:44:44 |
| 17   | Patrik Kuril          | Slovacchia  | 00:27:35 | 00:35:48 | 00:41:59 | 01:45:22 |
| 18   | Walter Polla          | Italia      | 00:26:46 | 00:38:48 | 00:39:56 | 01:45:30 |
| 19   | Rene Hordemann        | Germania    | 00:26:11 | 00:37:14 | 00:42:50 | 01:46:15 |
| 20   | Jon Erguin            | Spagna      | 00:26:58 | 00:38:47 | 00:40:47 | 01:46:32 |
| 21   | Mike Kloser           | Stati Uniti | 00:27:40 | 00:38:00 | 00:41:06 | 01:46:46 |
| 22   | Brian Smith           | Stati Uniti | 00:25:21 | 00:36:56 | 00:44:37 | 01:46:54 |
| 23   | Spencer Powlison      | Stati Uniti | 00:26:40 | 00:38:55 | 00:42:04 | 01:47:39 |
| 24   | Imre Tagscherer       | Ungheria    | 00:27:54 | 00:40:44 | 00:39:08 | 01:47:46 |
| 25   | Alf Roger Holme       | Norvegia    | 00:27:59 | 00:38:03 | 00:41:45 | 01:47:47 |
| 26   | Sergey Mishanin       | Russia      | 00:28:39 | 00:37:59 | 00:42:09 | 01:48:47 |
| 27   | Pascal Schuler        | Francia     | 00:24:58 | 00:37:40 | 00:46:39 | 01:49:17 |
| 28   | Oswald Weisenhorn     | Italia      | 00:26:27 | 00:40:19 | 00:43:03 | 01:49:49 |
| 29   | Evgeniy Butorin       | Russia      | 00:28:00 | 00:38:42 | 00:43:08 | 01:49:50 |
| 30   | Yoshinori Sugiyama    | Giappone    | 00:27:40 | 00:44:24 | 00:40:16 | 01:52:20 |
| 31   | Konstantin Lavrentyev | Russia      | 00:26:19 | 00:41:03 | 00:46:11 | 01:53:33 |
| 32   | Volodymyr Fotyniuk    | Ucraina     | 00:27:15 | 00:41:47 | 00:45:07 | 01:54:09 |

### Élite donne
| Pos. | Atleta                   | Paese       | Corsa    | Bici     | Sci      | Totale   |
| ---- | ------------------------ | ----------- | -------- | -------- | -------- | -------- |
|      | Sigrid Mutscheller       | Germania    | 00:29:29 | 00:40:35 | 00:41:00 | 01:51:04 |
|      | Anke Kullmann            | Germania    | 00:29:51 | 00:41:16 | 00:41:18 | 01:52:25 |
|      | Carina Wasle             | Austria     | 00:28:11 | 00:41:49 | 00:43:20 | 01:53:20 |
| 4    | Camilla Hott             | Norvegia    | 00:30:55 | 00:40:06 | 00:43:00 | 01:54:01 |
| 5    | Pia Sundstedt            | Finlandia   | 00:30:51 | 00:40:47 | 00:42:38 | 01:54:16 |
| 6    | Rebecca Dussault         | Stati Uniti | 00:29:40 | 00:44:22 | 00:41:55 | 01:55:57 |
| 7    | Sarka Grabmullerova      | Rep. Ceca   | 00:30:33 | 00:43:31 | 00:43:50 | 01:57:54 |
| 8    | Giuliana Lamastra        | Italia      | 00:31:17 | 00:43:36 | 00:44:05 | 01:58:58 |
| 9    | Anne Haug                | Germania    | 00:30:06 | 00:44:03 | 00:45:50 | 01:59:59 |
| 10   | Klaudia Meisterhofer     | Austria     | 00:30:59 | 00:46:01 | 00:43:04 | 02:00:04 |
| 11   | Inmaculada Pereiro       | Spagna      | 00:28:48 | 00:44:12 | 00:48:23 | 02:01:23 |
| 12   | Lydia Weydahl            | Norvegia    | 00:30:08 | 00:46:04 | 00:45:55 | 02:02:07 |
| 13   | Tatiana Charochkina      | Russia      | 00:31:56 | 00:46:36 | 00:44:34 | 02:03:06 |
| 14   | Yolanda Magallon Vallejo | Spagna      | 00:29:40 | 00:44:59 | 00:48:59 | 02:03:38 |
| 15   | Marlies Penker           | Austria     | 00:29:20 | 00:44:50 | 00:49:43 | 02:03:53 |
| 16   | Monique Merrill          | Stati Uniti | 00:32:39 | 00:46:13 | 00:47:15 | 02:06:07 |
| 17   | Olga Dudura              | Russia      | 00:31:28 | 00:49:34 | 00:49:23 | 02:10:25 |
| 18   | Heather Best             | Stati Uniti | 00:32:51 | 00:46:23 | 00:51:38 | 02:10:52 |
| 19   | Katja Koivulahti         | Finlandia   | 00:37:23 | 00:47:35 | 00:52:00 | 02:16:58 |

### Under 23 uomini
| Pos. | Atleta              | Paese      | Corsa    | Bici     | Sci      | Totale   |
| ---- | ------------------- | ---------- | -------- | -------- | -------- | -------- |
|      | Peter Viana         | Italia     | 00:25:48 | 00:36:42 | 00:42:10 | 01:44:40 |
|      | Gjermund Nordskar   | Norvegia   | 00:26:01 | 00:38:45 | 00:40:54 | 01:45:40 |
|      | Peter Mosny         | Slovacchia | 00:26:38 | 00:38:07 | 00:42:04 | 01:46:49 |
| 4    | Julian Mutterer     | Germania   | 00:26:20 | 00:38:19 | 00:43:55 | 01:48:34 |
| 5    | Florian Moser       | Austria    | 00:28:02 | 00:40:10 | 00:41:44 | 01:49:56 |
| 6    | Thomas Miretti      | Francia    | 00:28:14 | 00:41:43 | 00:40:35 | 01:50:32 |
| 7    | Baptiste Turrel     | Francia    | 00:28:02 | 00:38:10 | 00:46:00 | 01:52:12 |
| 8    | Christopher Hettich | Germania   | 00:26:01 | 00:41:49 | 00:45:12 | 01:53:02 |
| 9    | István Muskatal     | Ungheria   | 00:27:41 | 00:41:47 | 00:46:18 | 01:55:46 |

### Under 23 donne
| Pos. | Atleta           | Paese    | Corsa    | Bici     | Sci      | Totale   |
| ---- | ---------------- | -------- | -------- | -------- | -------- | -------- |
|      | Marthe K Myhre   | Norvegia | 00:31:01 | 00:46:02 | 00:41:14 | 01:58:17 |
|      | Germaine Roullet | Italia   | 00:35:23 | 00:47:59 | 00:48:01 | 02:11:23 |
|      | Helen Schmidt    | Estonia  | 00:32:50 | 00:46:42 | 00:52:28 | 02:12:00 |
| 4    | Yuliya Barabash  | Russia   | 00:32:37 | 00:49:13 | 00:52:22 | 02:14:12 |

### Junior uomini
| Pos. | Atleta              | Paese      | Corsa    | Bici     | Sci      | Totale   |
| ---- | ------------------- | ---------- | -------- | -------- | -------- | -------- |
|      | Rudy Molard         | Francia    | 00:17:52 | 00:30:55 | 00:30:50 | 01:19:37 |
|      | Vit Zahula          | Rep. Ceca  | 00:18:37 | 00:30:16 | 00:30:52 | 01:19:45 |
|      | Felix Waldhuber     | Austria    | 00:19:28 | 00:30:01 | 00:30:25 | 01:19:54 |
| 4    | Anton Ryabchikov    | Russia     | 00:18:58 | 00:30:38 | 00:31:27 | 01:21:03 |
| 5    | Alessio Nardellotto | Italia     | 00:17:50 | 00:30:15 | 00:33:33 | 01:21:38 |
| 6    | Siim Kauge          | Estonia    | 00:17:51 | 00:31:36 | 00:33:17 | 01:22:44 |
| 7    | Alois Knabl         | Austria    | 00:18:11 | 00:28:54 | 00:36:14 | 01:23:19 |
| 8    | Julian Langer       | Austria    | 00:17:50 | 00:30:20 | 00:36:21 | 01:24:31 |
| 9    | Filippo Blanc       | Italia     | 00:19:06 | 00:29:57 | 00:36:53 | 01:25:56 |
| 10   | Benoit Chanal       | Francia    | 00:22:27 | 00:30:29 | 00:35:13 | 01:28:09 |
| 11   | Fabian Göggel       | Germania   | 00:19:21 | 00:31:58 | 00:37:12 | 01:28:31 |
| 12   | Lukas Pavlovic      | Slovacchia | 00:19:57 | 00:32:46 | 00:37:51 | 01:30:34 |
| 13   | Valentin Krehl      | Germania   | 00:18:54 | 00:32:25 | 00:39:53 | 01:31:12 |
| 14   | Johannes Hitzler    | Germania   | 00:19:27 | 00:34:13 | 00:41:15 | 01:34:55 |

### Junior donne
| Pos. | Atleta                | Paese      | Corsa    | Bici     | Sci      | Totale   |
| ---- | --------------------- | ---------- | -------- | -------- | -------- | -------- |
|      | Anita Dalen           | Norvegia   | 00:22:00 | 00:33:08 | 00:34:28 | 01:29:36 |
|      | Kairi Schmidt         | Estonia    | 00:21:59 | 00:35:09 | 00:39:55 | 01:37:03 |
|      | Monika Kadlecova      | Slovacchia | 00:23:40 | 00:36:44 | 00:37:06 | 01:37:30 |
| 4    | Beatrice Wondratschek | Germania   | 00:22:00 | 00:36:52 | 00:39:59 | 01:38:51 |
| 5    | Marine Besson         | Francia    | 00:29:14 | 00:40:21 | 00:44:00 | 01:53:35 |

## Medagliere
| Pos. | Paese      | Oro | Argento | Bronzo |   |
| ---- | ---------- | --- | ------- | ------ | - |
| 1    | Norvegia   | 3   | 1       | 0      | 4 |
| 2    | Germania   | 1   | 1       | 0      | 2 |
| 2    | Italia     | 1   | 1       | 0      | 2 |
| 2    | Francia    | 1   | 1       | 0      | 2 |
| 5    | Estonia    | 0   | 1       | 1      | 2 |
| 6    | Rep. Ceca  | 0   | 1       | 0      | 1 |
| 7    | Austria    | 0   | 0       | 2      | 2 |
| 7    | Slovacchia | 0   | 0       | 2      | 2 |
| 9    | Svezia     | 0   | 0       | 1      | 1 |

## Staffetta

### Élite uomini
| Pos. | Paese    | 1 frazione | 2 frazione | 3 frazione | Totale   |
| ---- | -------- | ---------- | ---------- | ---------- | -------- |
|      | Austria  | 00:27:48   | 00:00:00   | 00:27:10   | 01:22:19 |
|      | Germania | 00:27:34   | 00:00:00   | 00:26:57   | 01:23:01 |
|      | Norvegia | 00:28:58   | 00:00:00   | 00:28:29   | 01:24:02 |

### Élite donne
| Pos. | Paese    | 1 frazione | 2 frazione | 3 frazione | Totale   |
| ---- | -------- | ---------- | ---------- | ---------- | -------- |
|      | Germania | 00:33:05   | 00:00:00   | 00:31:38   | 01:35:36 |
|      | Norvegia | 00:32:06   | 00:00:00   | 00:31:59   | 01:38:20 |
|      | Austria  | 00:33:19   | 00:00:00   | 00:33:54   | 01:39:55 |

### Junior uomini
| Pos. | Paese    | 1 frazione | 2 frazione | 3 frazione | Totale   |
| ---- | -------- | ---------- | ---------- | ---------- | -------- |
|      | Austria  | 00:29:53   | 00:00:00   | 00:30:34   | 01:31:53 |
|      | Italia   | 00:30:24   | 00:00:00   | 00:34:00   | 01:35:58 |
|      | Germania | 00:31:23   | 00:00:00   | 00:34:02   | 01:37:03 |